# Reposal
Reposal là một dẫn xuất barbiturat được phát minh vào những năm 1960 ở Đan Mạch. Nó có đặc tính an thần, thôi miên và chống co giật, và được sử dụng chủ yếu để điều trị chứng mất ngủ.